# 6-ヒドロキシメレイン
6-ヒドロキシメレイン (6-Hydroxymellein) は、ニンジンに含まれるフェノール化合物で、ジヒドロイソクマリンである。Aspergillus terreusからも単離されており、シロイヌナズナの花粉の発達を阻害する効果が見られている。

## 生合成
6-メトキシメレインは、S-アデノシルメチオニンと6-ヒドロキシメレインから6-ヒドロキシメレイン-O-メチルトランスフェラーゼの作用によって、S-アデノシルホモシステインを副産物として合成される。